# Chronicles (álbum de Jon & Vangelis)
Chronicles é uma coletânea musical de Jon & Vangelis, lançada em 1994.
| Críticas profissionais                                                      | Críticas profissionais |
| Avaliações da crítica                                                       | Avaliações da crítica  |
| Fonte                                                                       | Avaliação              |
| --------------------------------------------------------------------------- | ---------------------- |
| Allmusic                                                                    | [ 2 ]                  |
| Esta tabela precisa de ser acompanhada por texto em prosa. Consulte o guia. |                        |

## Faixas
1. "I Hear You Now" (5:11)
2. "He Is Sailing" (6:48)
3. "Thunder" (2:14)
4. "Beside" (4:07)
5. "Birdsong" (1:29)
6. "Play Within a Play" (7:03)
7. "And When the Night Comes" (4:37)
8. "Deborah" (4:56)
9. "Curious Electric" (6:39)
10. "Friends of Mr. Cairo" (4:20)
11. "Back to School" (4:56)
12. "Italian Song" (2:54)
13. "Polonaise" (5:25)
14. "Love Is" (5:45)